# 나카타니 유스케
나카타니 유스케(일본어: 中谷 勇介, 1978년 9월 22일 ~ )는 일본의 전 축구 선수이다.

## 구단 경력
과거 나고야 그램퍼스 에이트, 우라와 레즈, 가와사키 프론탈레, 가시와 레이솔, 교토 상가 FC, 도쿄 베르디에서 활동하였다.

## 국가대표팀 경력
그는 1995년 FIFA U-17 세계 축구 선수권 대회에 참가할 일본 U-17 국가대표팀에 발탁되었으며, 3경기에 출전했다.
1998년 아시안 게임에도 출전했다.